# Ectmesopus angusticollis
Ectmesopus angusticollis es una especie de insecto coleóptero de la familia Chrysomelidae. Fue descrita en 1940 por Blake.